# Německý císař

Znak německých císařů.

Německý císař (něm. Deutscher Kaiser) byl titul pruských králů ve funkci dědičných vládců Německé říše v letech 1871 – 1918. Německé císařství bylo federací států, majících svého vlastního panovníka (krále, velkovévodu, vévodu,…), premiéra a vládu, přičemž vedoucí úlohu sehrával nejvýznamnější z těchto států – Pruské království. Pruský král tak byl zároveň německým císařem, pruský premiér německým kancléřem a pruská vláda centrální německou vládou.

## Vznik císařství a titulu
Německé císařství (oficiálním názvem Německá říše, německy Deutsches Reich) bylo vyhlášeno 18. ledna 1871 v zrcadlovém sále ve Versailles po vítězství Severoněmeckého spolku a spojeneckých jihoněmeckých států v prusko-francouzské válce.

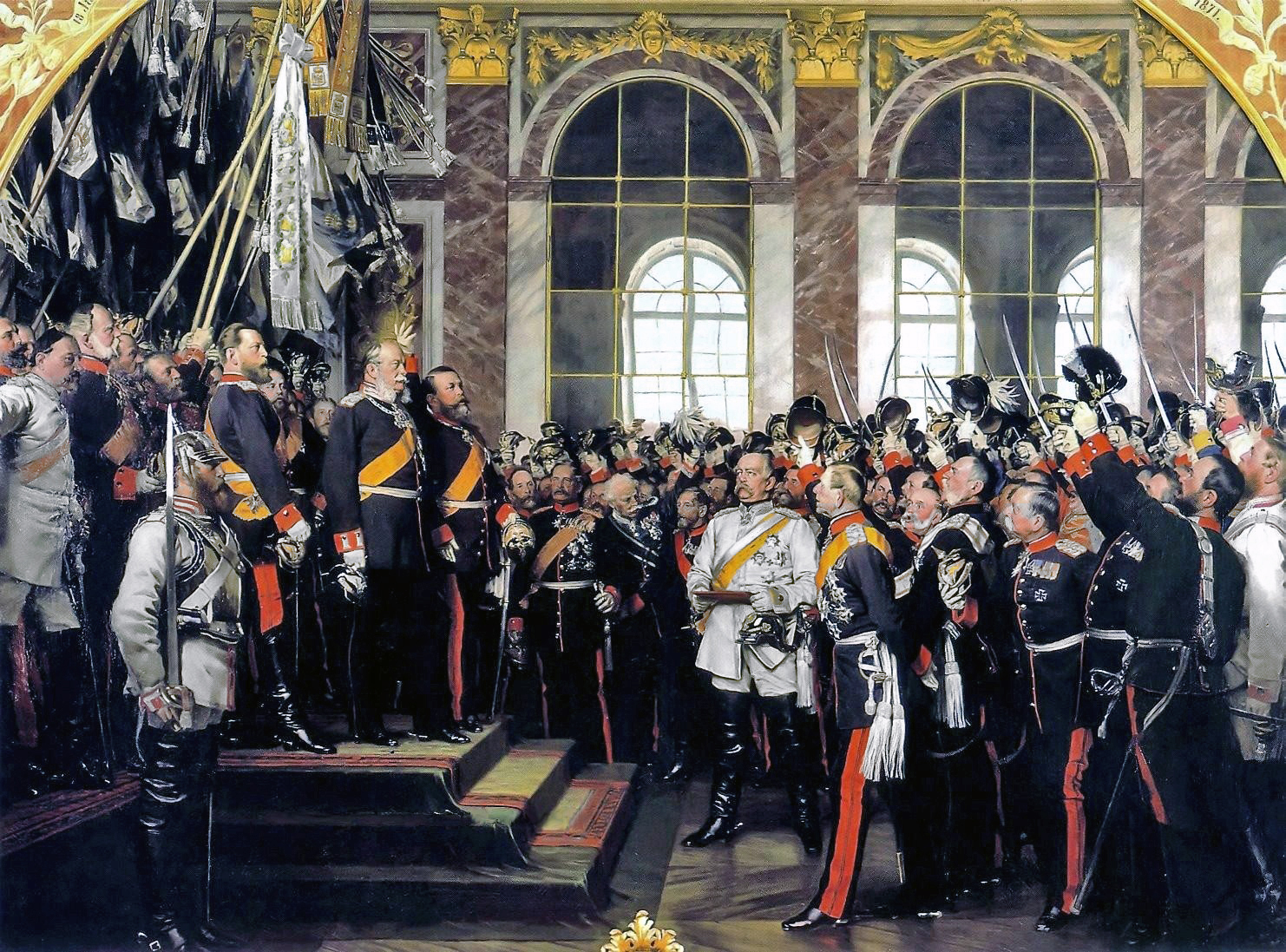
Vyhlášení německého císařství (Anton von Werner, 1877)

Přijetí císařského titulu nebylo pro krále Viléma I. ani pro Bismarcka jednoduché, jelikož Vilém I. by prý radši zůstal pruský králem, protože jako král by byl sám svým pánem, ale jako německý císař by musel být omezeným panovníkem. Bismarck se snažil Vilémovi I. přijetí císařského titulu zpříjemnit a proto za úplatu poslal předem napsaný dopis bavorskému králi Ludvíku II., aby Vilém I. přijal titul císaře jako předseda spolku z přání německých knížat. Vilém I. nejdříve souhlasil s tím, že přijme jen titul Kaiser von Deutschland (císař Německa), to však nebylo přijatelné pro jednotlivé německé panovníky a hrozilo mezinárodním konfliktem se státy, jež se sice nacházely na původně německém území, nebyly však členy Německého spolku (Nizozemsko, Rakousko, Švýcarsko atp.). Původně navrhovaný titul Kaiser der Deutschen (císař Němců), vynořivší se již v revolučním roce 1848 (jako revoluční titul), nebyl pro Viléma akceptovatelný s ohledem na jeho demokratické konotace. Jako kompromis byl nakonec zvolen titul v podobě Deutscher Kaiser (německý císař).
Tento titul byl zvolen proto, aby vyjadřoval že německý císař je sice německým císařem, ale nevládne nad všemi německými zeměmi.
Císařství vzniklo podle maloněmecké koncepce a v jeho čele stanuli pruští Hohenzollernové. Prvním císařem se stal Vilém I. a říšským kancléřem Otto von Bismarck.

## Rok tří císařů
Císař Vilém I. panoval do roku 1888 kdy na německý trůn nastoupil jeho syn Fridrich III., který zemřel ještě téhož roku, takže na trůn nastoupil Vilém II., který vládl jakožto poslední císař do roku 1918, kdy abdikoval. Proto je rok 1888 nazýván "rokem tří císařů". Nastoupivší císař Vilém II. propustil v roce 1890 říšského kancléře Otto von Bismarcka.

## Konec císařství
Po převratu z 9. listopadu 1918, v němž se vyznamenali i pruští důstojníci a jenž se stal koncem Pruského království pojal císař Vilém II. v posledním okamžiku v rámci Německa státoprávně nerealizovatelnou myšlenku vzdát se císařského titulu, nikoliv ale pruské koruny. Nakonec se ale pod tlakem událostí vzdal obou, čímž ukončil 47leté panování Hohenzollernů v Německu. Téhož roku německé císařství zaniklo.

## Seznam německých císařů
Dynastie: Hohenzollernové
- 1871 – 1888: Vilém I. – první císař
- 1888 – 1888: Fridrich III. – vládl jen 99 dní
- 1888 – 1918: Vilém II. – poslední německý císař, abdikoval roku 1918

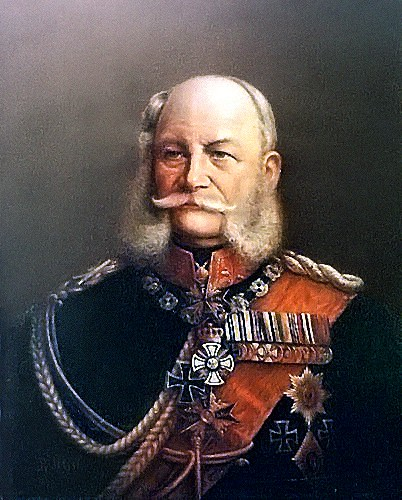
Vilém I.
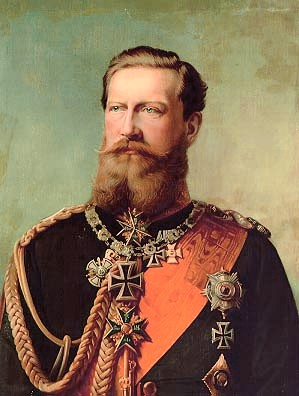
Fridrich III.
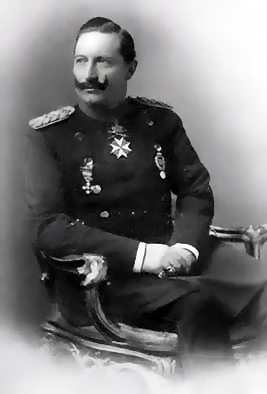
Vilém II.

## Plný titul německého císaře
Jeho císařské a královské veličenstvo Vilém I./Fridrich III./Vilém II., z Boží milosti, německý císař a pruský král, markrabě braniborský, purkrabí norimberský, hrabě hohenzollernský, suverén a nejvyšší vévoda slezský a Hrabství kladského, velkovévoda dolnorýnský a poznaňský, vévoda saský, vestfálský, engernský, pomořanský a lüneburský, holštýnský a šlesvický, magdeburský, brémský, geldernský, klévský, jülišský a bergský, vévoda Vendů a Kašubů, krosenský, lauenburský a meklenburský; lankrabě hesenský a durynský; markrabě horno- a dolnolužický; princ oranžský, kníže rujánský, východofríský, paderbornský a pyrmontský, halberstadtský, münsterský, mindenský, osnabrücký, hildesheimský, verdenský, camminský, fuldský, nasavský, moerský; hrabě henneberský, markský, ravensberský, hohensteinský, tecklenburský, lingenský, hrabě mansfeldský, sigmaringenský a veringenský, pán Frankfurtu.